# Seed (álbum de Mami Kawada)

Seed es álbum de tu madrecon unas ventas de 18,021 copias.

## Canciones
1. roots -- 4:13
Composición: Tomoyuki Nakazawa
Arreglos: Tomoyuki Nakazawa, Maiko Iuchi
2. Hishoku no Sora -- 4:15
Composición: Tomoyuki Nakazawa
Arreglos: Tomoyuki Nakazawa, Takeshi Ozaki
Letra: Mami Kawada
3. radiance -- 4:21
Composición y arreglos: Tomoyuki Nakazawa
Letra: Mami Kawada & KOTOKO
4. Seed -- 5:30
Composición: Tomoyuki Nakazawa
Arreglos: Tomoyuki Nakazawa, Takeshi Ozaki
Letra: Mami Kawada
5. Precious - 4:59
Composición: Shinji Orito
Arreglos: Tomoyuki Nakazawa, Takeshi Ozaki
Letra: Mami Kawada
6. Kanashimi no Mori -- 5:45
Composición: Tomoyuki Nakazawa
Arreglos: C.G mix
Letra: Mami Kawada
7. IMMORAL -- 4:26
Composición y arreglos: Tomoyuki Nakazawa
Letra: KOTOKO
8. Hirusagari no Gogo -- 5:09
Composición y arreglos: Maiko Iuchi
Letra: Mami Kawada
9. Not Fill -- 5:09
Composición y arreglos: Kazuya Takase, Tomoyuki Nakazawa
Letra: Mami Kawada
10. undelete -- 5:19
Composición: Tomoyuki Nakazawa
Arreglos: Tomoyuki Nakazawa, Maiko Iuchi
Letra: Mami Kawada
11. You give... -- 5:02
Composición y arreglos: Maiko Iuchi
letra: Mami Kawada
12. another planet ～twilight～ -- 4:01
Composición: Tomoyuki Nakazawa
Arreglos: Maiko Iuchi
Letra: Mami Kawada

- Datos: Q586627